# FA Cup 1925/26

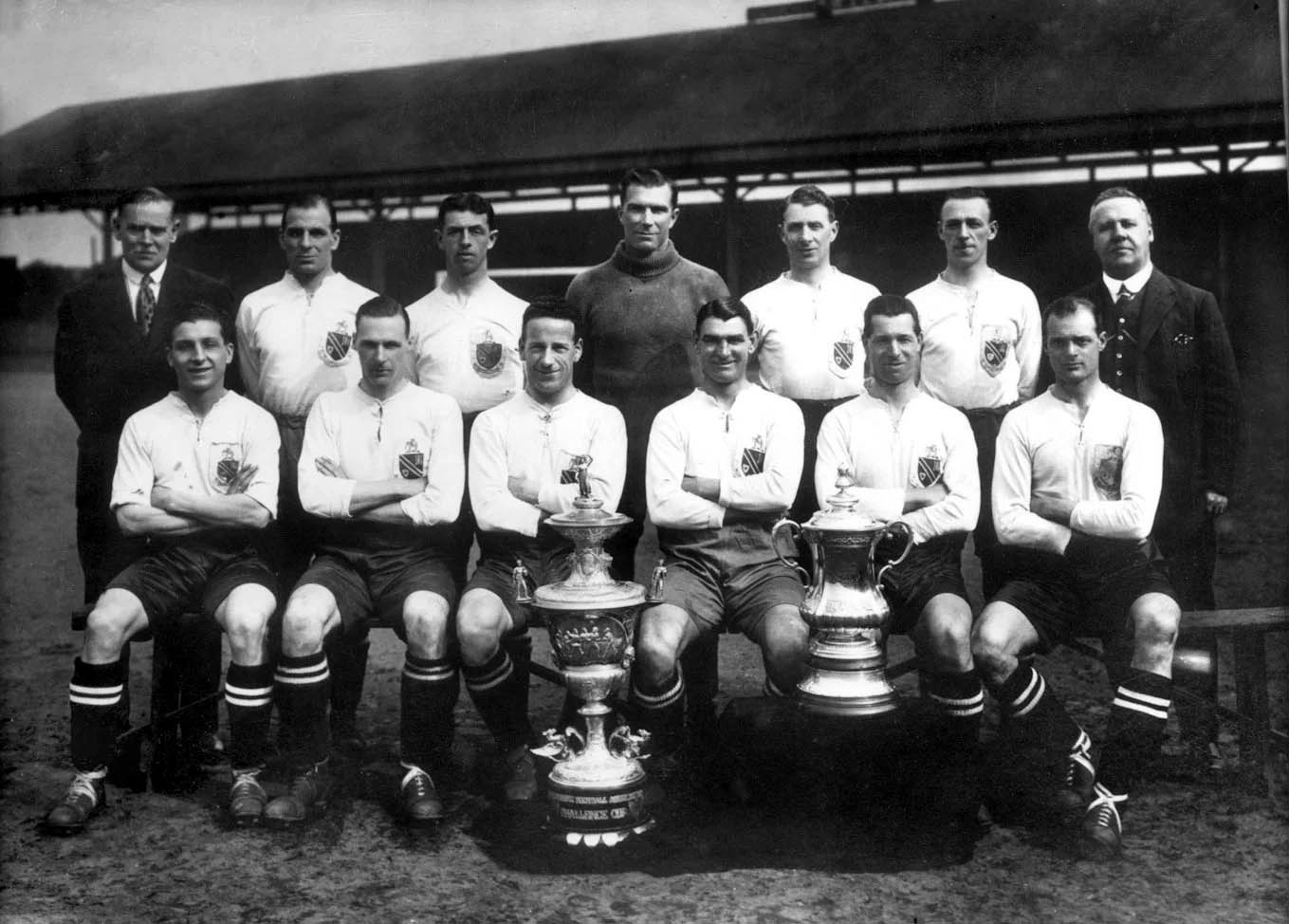
Die Siegermannschaft der Bolton Wanderers im Jahr 1926

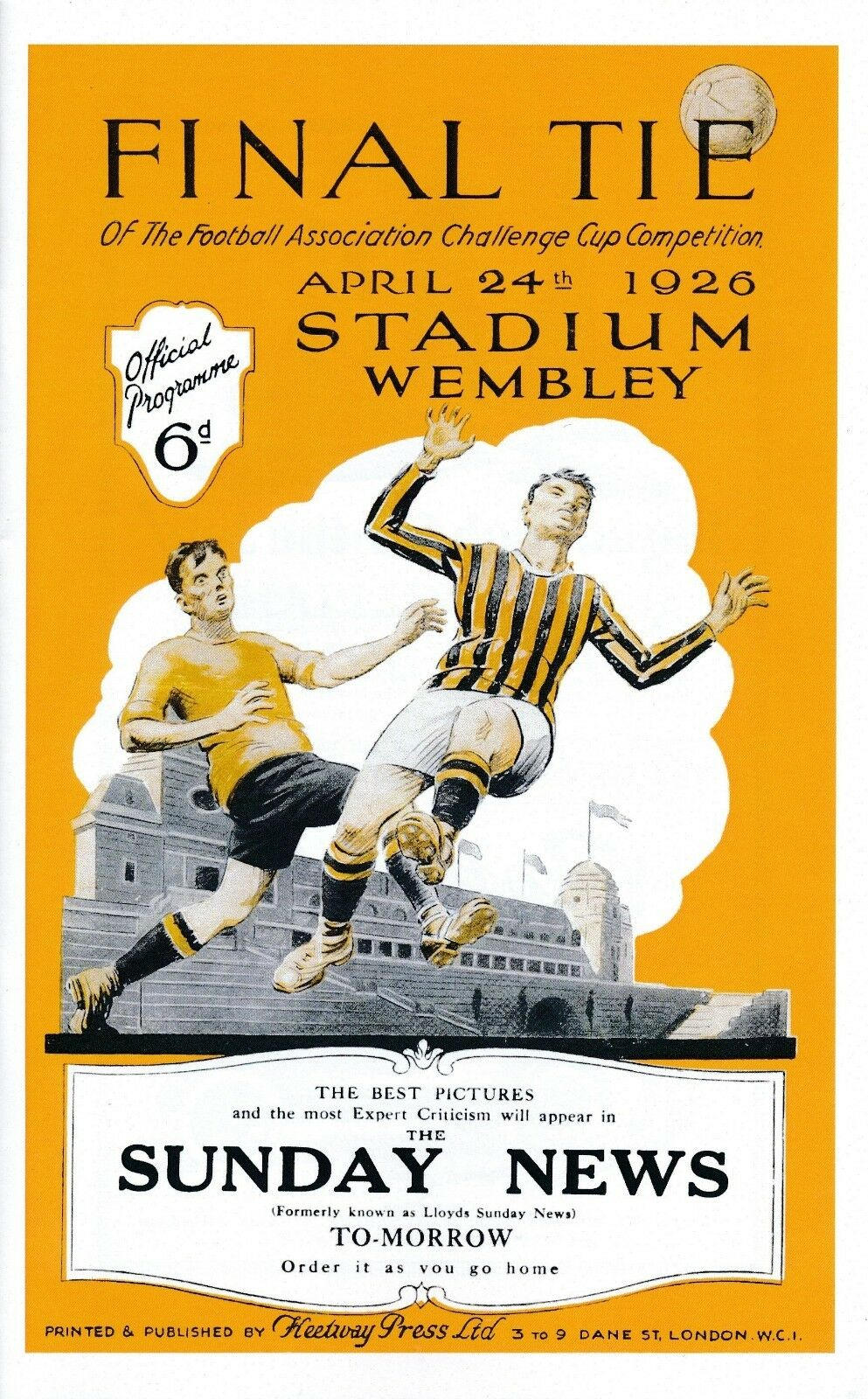
Das Spielprogramm des FA-Cup-Finals von 1926

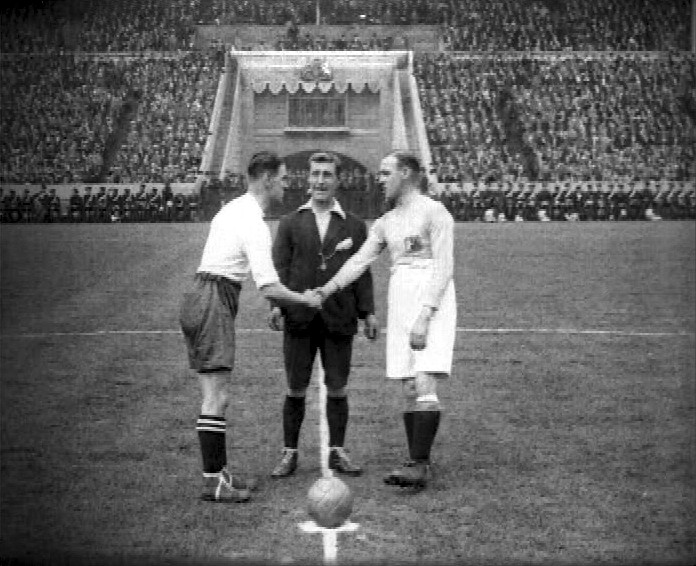
Die Mannschaftskapitäne Joe Smith und Jimmy McMullan vor dem Anpfiff des FA-Cup-Finals von 1926

Der FA Cup 1925/26 war die 51. Austragung des The Football Association Challenge Cup (meist als FA Cup bekannt).
Der Pokalwettbewerb startete mit der Qualifikation zwischen dem 5. September 1925 und dem 18. November 1925. Die Hauptrunde begann anschließend ab dem 28. November 1925 und endete mit dem Finale in Wembley in London am 24. April 1926 vor einer Kulisse von offiziell 91.447 Zuschauern. Sieger des Wettbewerbs wurden zum zweiten Mal die Bolton Wanderers. Unterlegener Finalist war Manchester City.

## Wettbewerb

### Erste Hauptrunde
| Datum             |                          | Ergebnis |                             |
| ----------------- | ------------------------ | -------- | --------------------------- |
| 28. November 1925 | Aberdare Athletic        | 4:1      | Bristol Rovers              |
| 28. November 1925 | Accrington Stanley       | 4:0      | AFC Wrexham                 |
| 28. November 1925 | AFC Bournemouth          | 3:0      | Merthyr Town                |
| 28. November 1925 | Blyth Spartans           | 2:2      | Hartlepools United          |
| 28. November 1925 | Boston United            | 5:2      | Mansfield Town              |
| 28. November 1925 | Bradford Park Avenue     | 2:2      | Lincoln City                |
| 28. November 1925 | FC Brentford             | 3:1      | FC Barnet                   |
| 28. November 1925 | Brighton & Hove Albion   | 1:1      | FC Watford                  |
| 28. November 1925 | Carlisle United          | 0:2      | Chilton Colliery Recreation |
| 28. November 1925 | Charlton Athletic        | 4:2      | FC Windsor & Eton           |
| 28. November 1925 | FC Chatham               | 0:3      | FC Sittingbourne            |
| 28. November 1925 | FC Clapton               | 3:1      | Norwich City                |
| 28. November 1925 | Doncaster Rovers         | 2:0      | AFC Wellington              |
| 28. November 1925 | Exeter City              | 1:3      | Swansea Town                |
| 28. November 1925 | Farnham United Breweries | 1:10     | Swindon Town                |
| 28. November 1925 | Halifax Town             | 0:3      | Rotherham United            |
| 28. November 1925 | FC Gillingham            | 6:0      | FC Southall                 |
| 28. November 1925 | Horden Athletic          | 2:3      | FC Darlington               |
| 28. November 1925 | FC Leyton                | 1:0      | St Albans City              |
| 28. November 1925 | London Caledonians       | 1:2      | FC Ilford                   |
| 28. November 1925 | Luton Town               | 3:0      | FC Folkestone               |
| 28. November 1925 | AFC New Brighton         | 2:0      | AFC Barrow                  |
| 28. November 1925 | Northampton Town         | 3:1      | FC Barnsley                 |
| 28. November 1925 | Northfleet United        | 2:2      | Queens Park Rangers         |
| 28. November 1925 | Oldham Athletic          | 10:1     | FC Lytham                   |
| 28. November 1925 | Southend United          | 5:1      | Dulwich Hamlet              |
| 28. November 1925 | FC Southport             | 1:0      | FC Mold                     |
| 28. November 1925 | Torquay United           | 1:1      | FC Reading                  |
| 28. November 1925 | Tranmere Rovers          | 0:0      | Crewe Alexandra             |
| 28. November 1925 | FC Walsall               | 0:1      | Grimsby Town                |
| 28. November 1925 | Wath Athletic            | 0:5      | FC Chesterfield             |
| 28. November 1925 | FC Weymouth              | 0:1      | AFC Newport County          |
| 28. November 1925 | Worcester City           | 0:0      | Kettering Town              |
| 28. November 1925 | Worksop Town             | 1:0      | Coventry City               |
| 1. Dezember 1925  | AFC Rochdale             | 4:0      | FC West Stanley             |
| 2. Dezember 1925  | Durham City              | 4:1      | AFC Ashington               |
| 2. Dezember 1925  | Wigan Borough            | 3:0      | FC Nelson                   |
| 3. Dezember 1925  | FC South Bank            | 1:4      | FC Stockton                 |

#### Wiederholungsspiele
| Datum            |                      | Ergebnis |                        |
| ---------------- | -------------------- | -------- | ---------------------- |
| 2. Dezember 1925 | Hartlepools United   | 1:1      | Blyth Spartans         |
| 2. Dezember 1925 | Lincoln City         | 1:1      | Bradford Park Avenue   |
| 2. Dezember 1925 | Queens Park Rangers  | 2:0      | Northfleet United      |
| 2. Dezember 1925 | FC Reading           | 1:1      | Torquay United         |
| 2. Dezember 1925 | FC Watford           | 2:0      | Brighton & Hove Albion |
| 2. Dezember 1925 | Crewe Alexandra      | 2:1      | Tranmere Rovers        |
| 7. Dezember 1925 | Bradford Park Avenue | 2:1      | Lincoln City           |
| 7. Dezember 1925 | Hartlepools United   | 1:1      | Blyth Spartans         |
| 7. Dezember 1925 | Kettering Town       | 2:0      | Worcester City         |
| 7. Dezember 1925 | FC Reading           | 2:0      | Torquay United         |
| 3. Dezember 1925 | Kettering Town       | 0:0      | Worcester City         |
| 9. Dezember 1925 | Hartlepools United   | 1:2      | Blyth Spartans         |

### Zweite Hauptrunde
| Datum             |                             | Ergebnis |                      |
| ----------------- | --------------------------- | -------- | -------------------- |
| 12. Dezember 1925 | Aberdare Athletic           | 1:0      | Luton Town           |
| 12. Dezember 1925 | Accrington Stanley          | 5:0      | Blyth Spartans       |
| 12. Dezember 1925 | Boston United               | 1:0      | Bradford Park Avenue |
| 12. Dezember 1925 | FC Brentford                | 1:2      | AFC Bournemouth      |
| 12. Dezember 1925 | Chilton Colliery Recreation | 1:1      | AFC Rochdale         |
| 12. Dezember 1925 | FC Clapton                  | 1:0      | FC Ilford            |
| 12. Dezember 1925 | Crewe Alexandra             | 2:2      | Wigan Borough        |
| 12. Dezember 1925 | Doncaster Rovers            | 0:2      | Rotherham United     |
| 12. Dezember 1925 | Durham City                 | 0:3      | FC Southport         |
| 12. Dezember 1925 | Kettering Town              | 1:1      | Grimsby Town         |
| 12. Dezember 1925 | AFC New Brighton            | 2:0      | FC Darlington        |
| 12. Dezember 1925 | Northampton Town            | 3:1      | AFC Newport County   |
| 12. Dezember 1925 | Queens Park Rangers         | 1:1      | Charlton Athletic    |
| 12. Dezember 1925 | FC Reading                  | 6:0      | FC Leyton            |
| 12. Dezember 1925 | Southend United             | 1:0      | FC Gillingham        |
| 12. Dezember 1925 | FC Stockton                 | 4:6      | Oldham Athletic      |
| 12. Dezember 1925 | Swansea Town                | 3:2      | FC Watford           |
| 12. Dezember 1925 | Swindon Town                | 7:0      | FC Sittingbourne     |
| 12. Dezember 1925 | Worksop Town                | 1:2      | FC Chesterfield      |

#### Wiederholungsspiele
| Datum             |                   | Ergebnis |                             |
| ----------------- | ----------------- | -------- | --------------------------- |
| 15. Dezember 1925 | Grimsby Town      | 3:1      | Kettering Town              |
| 16. Dezember 1925 | Wigan Borough     | 2:1      | Crewe Alexandra             |
| 17. Dezember 1925 | Charlton Athletic | 1:0      | Queens Park Rangers         |
| 17. Dezember 1925 | AFC Rochdale      | 1:2      | Chilton Colliery Recreation |

### Dritte Hauptrunde
Folgende Klubs traten erst zur dritten Hauptrunde in den Wettbewerb ein:
- Erstligisten der Football League (22): FC Arsenal, Aston Villa, Birmingham City, Blackburn Rovers, Bolton Wanderers, FC Burnley, FC Bury, Cardiff City, FC Everton, Huddersfield Town, Leeds United, Leicester City, FC Liverpool, Manchester City, Manchester United, Newcastle United, Notts County, AFC Sunderland, Sheffield United, Tottenham Hotspur, West Bromwich Albion & West Ham United
- Zweitligisten der Football League (18): FC Blackpool, Bradford City, FC Chelsea, Clapton Orient, Derby County, FC Fulham, Hull City, FC Middlesbrough, Nottingham Forest, FC Portsmouth, Preston North End, Port Vale, FC Southampton, FC South Shields, Stockport County, FC Stoke, The Wednesday & Wolverhampton Wanderers
- Drittligisten der Football League (4): Bristol City, Crystal Palace, FC Millwall & Plymouth Argyle
- Non-League-Vereine (1): Corinthian FC

| Datum          |                         | Ergebnis |                             |
| -------------- | ----------------------- | -------- | --------------------------- |
| 9. Januar 1926 | AFC Bournemouth         | 2:0      | FC Reading                  |
| 9. Januar 1926 | Birmingham City         | 2:0      | Grimsby Town                |
| 9. Januar 1926 | Blackburn Rovers        | 1:1      | Preston North End           |
| 9. Januar 1926 | FC Blackpool            | 0:2      | Swansea Town                |
| 9. Januar 1926 | Bolton Wanderers        | 1:0      | Accrington Stanley          |
| 9. Januar 1926 | Cardiff City            | 2:2      | FC Burnley                  |
| 9. Januar 1926 | Charlton Athletic       | 0:1      | Huddersfield Town           |
| 9. Januar 1926 | FC Chesterfield         | 0:1      | Clapton Orient              |
| 9. Januar 1926 | FC Clapton              | 2:3      | Swindon Town                |
| 9. Januar 1926 | Corinthian FC           | 3:3      | Manchester City             |
| 9. Januar 1926 | Derby County            | 0:0      | FC Portsmouth               |
| 9. Januar 1926 | FC Everton              | 1:1      | FC Fulham                   |
| 9. Januar 1926 | Hull City               | 0:3      | Aston Villa                 |
| 9. Januar 1926 | FC Middlesbrough        | 5:1      | Leeds United                |
| 9. Januar 1926 | FC Millwall             | 1:1      | Oldham Athletic             |
| 9. Januar 1926 | AFC New Brighton        | 2:1      | The Wednesday               |
| 9. Januar 1926 | Newcastle United        | 4:1      | Aberdare Athletic           |
| 9. Januar 1926 | Northampton Town        | 3:3      | Crystal Palace              |
| 9. Januar 1926 | Nottingham Forest       | 1:0      | Bradford City               |
| 9. Januar 1926 | Notts County            | 2:0      | Leicester City              |
| 9. Januar 1926 | Plymouth Argyle         | 1:2      | FC Chelsea                  |
| 9. Januar 1926 | Port Vale               | 2:3      | Manchester United           |
| 9. Januar 1926 | Rotherham United        | 2:3      | FC Bury                     |
| 9. Januar 1926 | Sheffield United        | 2:0      | Stockport County            |
| 9. Januar 1926 | FC South Shields        | 3:0      | Chilton Colliery Recreation |
| 9. Januar 1926 | FC Southampton          | 0:0      | FC Liverpool                |
| 9. Januar 1926 | Southend United         | 5:2      | FC Southport                |
| 9. Januar 1926 | AFC Sunderland          | 8:1      | Boston United               |
| 9. Januar 1926 | Tottenham Hotspur       | 5:0      | West Ham United             |
| 9. Januar 1926 | West Bromwich Albion    | 4:1      | Bristol City                |
| 9. Januar 1926 | Wigan Borough           | 2:5      | FC Stoke                    |
| 9. Januar 1926 | Wolverhampton Wanderers | 1:1      | FC Arsenal                  |

#### Wiederholungsspiele
| Datum           |                   | Ergebnis |                         |
| --------------- | ----------------- | -------- | ----------------------- |
| 12. Januar 1926 | Oldham Athletic   | 0:1      | FC Millwall             |
| 13. Januar 1926 | FC Arsenal        | 1:0      | Wolverhampton Wanderers |
| 13. Januar 1926 | FC Burnley        | 0:2      | Cardiff City            |
| 13. Januar 1926 | Crystal Palace    | 2:1      | Northampton Town        |
| 13. Januar 1926 | FC Liverpool      | 1:0      | FC Southampton          |
| 13. Januar 1926 | Manchester City   | 4:0      | Corinthian FC           |
| 13. Januar 1926 | FC Portsmouth     | 1:1      | Derby County            |
| 14. Januar 1926 | FC Fulham         | 1:0      | FC Everton              |
| 14. Januar 1926 | Preston North End | 1:4      | Blackburn Rovers        |
| 18. Januar 1926 | Derby County      | 2:0      | FC Portsmouth           |

### Vierte Hauptrunde
| Datum           |                      | Ergebnis |                   |
| --------------- | -------------------- | -------- | ----------------- |
| 30. Januar 1926 | AFC Bournemouth      | 2:2      | Bolton Wanderers  |
| 30. Januar 1926 | FC Arsenal           | 3:1      | Blackburn Rovers  |
| 30. Januar 1926 | FC Bury              | 3:3      | FC Millwall       |
| 30. Januar 1926 | Cardiff City         | 0:2      | Newcastle United  |
| 30. Januar 1926 | Clapton Orient       | 4:2      | FC Middlesbrough  |
| 30. Januar 1926 | Crystal Palace       | 2:1      | FC Chelsea        |
| 30. Januar 1926 | FC Fulham            | 3:1      | FC Liverpool      |
| 30. Januar 1926 | Manchester City      | 4:0      | Huddersfield Town |
| 30. Januar 1926 | Nottingham Forest    | 2:0      | Swindon Town      |
| 30. Januar 1926 | Notts County         | 2:0      | AFC New Brighton  |
| 30. Januar 1926 | Sheffield United     | 1:2      | AFC Sunderland    |
| 30. Januar 1926 | South Shields        | 2:1      | Birmingham City   |
| 30. Januar 1926 | Southend United      | 4:1      | Derby County      |
| 30. Januar 1926 | Swansea Town         | 6:3      | FC Stoke          |
| 30. Januar 1926 | Tottenham Hotspur    | 2:2      | Manchester United |
| 30. Januar 1926 | West Bromwich Albion | 1:2      | Aston Villa       |

#### Wiederholungsspiele
| Datum           |                   | Ergebnis |                   |
| --------------- | ----------------- | -------- | ----------------- |
| 3. Februar 1926 | Bolton Wanderers  | 6:2      | AFC Bournemouth   |
| 3. Februar 1926 | Manchester United | 2:0      | Tottenham Hotspur |
| 3. Februar 1926 | FC Millwall       | 2:0      | FC Bury           |

### Fünfte Hauptrunde
| Datum            |                  | Ergebnis |                   |
| ---------------- | ---------------- | -------- | ----------------- |
| 20. Februar 1926 | Aston Villa      | 1:1      | FC Arsenal        |
| 20. Februar 1926 | Bolton Wanderers | 3:0      | FC South Shields  |
| 20. Februar 1926 | Clapton Orient   | 2:0      | Newcastle United  |
| 20. Februar 1926 | Manchester City  | 11:4     | Crystal Palace    |
| 20. Februar 1926 | FC Millwall      | 0:1      | Swansea Town      |
| 20. Februar 1926 | Notts County     | 0:1      | FC Fulham         |
| 20. Februar 1926 | Southend United  | 0:1      | Nottingham Forest |
| 20. Februar 1926 | AFC Sunderland   | 3:3      | Manchester United |

#### Wiederholungsspiele
| Datum            |                   | Ergebnis |                |
| ---------------- | ----------------- | -------- | -------------- |
| 24. Februar 1926 | FC Arsenal        | 2:0      | Aston Villa    |
| 24. Februar 1926 | Manchester United | 2:1      | AFC Sunderland |

### Sechste Hauptrunde
| Datum        |                   | Ergebnis |                   |
| ------------ | ----------------- | -------- | ----------------- |
| 6. März 1926 | Clapton Orient    | 1:6      | Manchester City   |
| 6. März 1926 | FC Fulham         | 1:2      | Manchester United |
| 6. März 1926 | Nottingham Forest | 2:2      | Bolton Wanderers  |
| 6. März 1926 | Swansea Town      | 2:1      | FC Arsenal        |

#### Wiederholungsspiele
| Datum         |                  | Ergebnis |                   |
| ------------- | ---------------- | -------- | ----------------- |
| 10. März 1926 | Bolton Wanderers | 0:0      | Nottingham Forest |
| 15. März 1926 | Bolton Wanderers | 1:0      | Nottingham Forest |

### Halbfinale
Die beiden Spiele wurden am 27. März 1926 ausgetragen.
|                  | Ergebnis |                   | Ort       |
| ---------------- | -------- | ----------------- | --------- |
| Bolton Wanderers | 3:0      | Swansea Town      | London    |
| Manchester City  | 3:0      | Manchester United | Sheffield |

### Finale
| Bolton Wanderers                            | Bolton Wanderers | Manchester City | Manchester City |
| ------------------------------------------- | --- | --- | --------------- |
| Bolton Wanderers                            | \| Finale \| \| Samstag, 24. April 1926 in London (Wembley) \| \| Ergebnis: 1:0 (0:0) \| \| Zuschauer: 91.447 \| \| Schiedsrichter: I. Baker \| \| Spielbericht \|                  | \| Finale \| \| Samstag, 24. April 1926 in London (Wembley) \| \| Ergebnis: 1:0 (0:0) \| \| Zuschauer: 91.447 \| \| Schiedsrichter: I. Baker \| \| Spielbericht \|                              | Manchester City |
| Bolton Wanderers                            | Dick Pym – Bob Haworth, Harry Greenhalgh – Harry Nuttall, Jimmy Seddon, Billy Jennings – Billy Butler, Jack Smith, David Jack, Joe Smith, Ted Vizard Cheftrainer: Charles Foweraker | Jim Goodchild – Sam Cookson, Philip McCloy – Charlie Pringle, Sam Cowan, Jimmy McMullan – Billy Austin, Tommy Browell, Frank Roberts, Tommy Johnson, George Hicks Cheftrainer: Albert Alexander | Manchester City |
| Bolton Wanderers                            | 1:0 David Jack (76.) | | Manchester City |
| Finale                                      | | |                 |
| Samstag, 24. April 1926 in London (Wembley) | | |                 |
| Ergebnis: 1:0 (0:0)                         | | |                 |
| Zuschauer: 91.447                           | | |                 |
| Schiedsrichter: I. Baker                    | | |                 |
| Spielbericht                                | | |                 |